# Panagis Tsaldaris

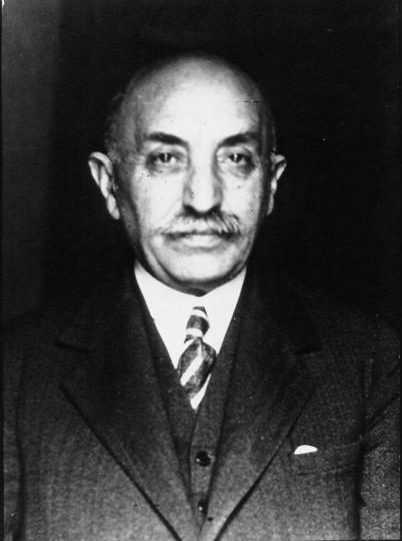
Panagis Tsaldaris

Panagis Tsaldaris (griechisch Παναγής Τσαλδάρης, * 1868 in Kamari (Korinthia); † 17. Mai 1936 in Athen) war ein griechischer Politiker und Ministerpräsident.

## Studium, Familie und berufliche Laufbahn
Tsaldaris absolvierte ein Studium der Rechtswissenschaften an der Nationalen und Kapodistrias-Universität Athen sowie an Universitäten in Berlin und Paris. Nach seiner Rückkehr nach Griechenland war er als Rechtsanwalt tätig und erwarb sich dort Ansehen und Respekt seiner Berufskollegen.
1919 heiratete er Lina Lambrou, die später die erste Ministerin Griechenlands war und erst 1981 verstarb. Der spätere Ministerpräsident Konstantinos Tsaldaris war sein Neffe.

## Politische Laufbahn

### Abgeordneter, Minister und Gegner von Venizelos
Er begann seine politische Laufbahn 1910 mit der Wahl zum Abgeordneten der Nationalversammlung (Voulí ton Ellínon). Dort vertrat er bis zu seinem Tod einen Wahlkreis von Korinth.
Während des Konflikts zwischen König Konstantin I. und dem damaligen Ministerpräsidenten Eleftherios Venizelos bezog er Position zu Gunsten des Königs. Nach dem Rücktritt von Venizelos war er von März bis August 1915 Justizminister im Kabinett von dessen Nachfolger Dimitrios Gounaris.
Aufgrund seiner Haltung wurde er jedoch nach der Rückkehr von Venizelos und dem selbst auferlegten Exils des Königs Konstantin I. verhaftet und anschließend zwischen 1917 und 1920 auf verschiedenen Inseln im Ägäischen Meer deportiert.
Nach dem Wahlsieg der Volkspartei (Inoméni Antipolítevsis) von Gounaris über die Komma Fileleftheron von Venizelos bei den Parlamentswahlen von November 1920 war er in den Kabinetten von Dimitrios Rallis und Nikolaos Kalogeropoulos von November 1920 bis April 1921 Innenminister. Zugleich war er bis Mai 1922 zusätzlich Minister für Öffentlichen Transport im Kabinett von Gounaris.

### Vorsitzender der Volkspartei und Oppositionsführer
Nachdem Gounaris als einer der Verantwortlichen für den verlorenen Griechisch-Türkischen Krieg am 28. November 1922 wegen Hochverrates hingerichtet wurde, übernahm Tsaldaris dessen Amt als Vorsitzender der Volkspartei (IA). Allerdings war seine Partei von der Teilnahme an den Parlamentswahlen von 1923 ausgeschlossen. In der Volksabstimmung von 1924 war er Unterstützer der Rückkehr zur Monarchie unter König Georg II. Während der folgenden Diktatur unter General Theodoros Pangalos gehörte er mit anderen Politikern zu Gegnern von dessen Militärregime.
Nach den Wahlen vom November 1926 erreichte er mit seiner Partei Laikon Komma (LK) 60 der 286 Sitze in der Nationalversammlung. Im daraufhin von Alexandros Zaimis gebildeten Kabinett war er von Dezember 1926 bis August 1927 Innenminister. Von diesem Amt trat er nach Meinungsverschiedenheiten mit Zaimis aufgrund von dessen Währungspolitik zurück.
Zwischen 1928 und 1933 übte er als Vorsitzender der Laikon Komma, der zweitgrößten Fraktion in der Nationalversammlung, eine radikale Opposition gegenüber der Regierung von Venizelos und dessen Liberaler Partei (Fileleftheron Komma) aus.
Als seine LK bei der Parlamentswahl vom September 1932 95 Mandate erzielte und damit nur knapp hinter dem Ergebnis der Liberalen Partei von Venizelos mit 98 Mandaten zurückblieb, lehnte er dessen Angebot zur Bildung einer Regierung der nationalen Einheit ab.

### Ministerpräsident 1932–1933 und 1933–1935
Nach dem Scheitern von Venizelos als Ministerpräsident bildete er als dessen Nachfolger am 3. November 1932 erstmals eine Koalitionsregierung mit den Parteien von Georgios Kondylis und Ioannis Metaxas. Allerdings musste er von seinem Amt bereits am 16. Januar 1933 wieder zu Gunsten von Venizelos zurücktreten.
Nach der Parlamentswahl vom März 1933 lag die Volkspartei erstmals weit vor der Liberalen Partei, so dass Tsaldaris am 10. März 1933 nach einem nur vier Tage amtierenden Übergangskabinett von Generalleutnant Alexandros Othoneos als Nachfolger von Venizelos erneut Ministerpräsident wurde. Hierbei bildete er erneut eine Koalitionsregierung mit den Parteien von Kondylis und Metaxas und konnte dabei auf 135 der 248 Parlamentssitze zurückgreifen. Ein gescheitertes Attentat auf Venizelos führte zu einer Regierungskrise sowie zu parteiinternen Streitigkeiten, nachdem sich drei prominente Mitglieder der Volkspartei für die Monarchie und eine Rückkehr des sich im Exil befindlichen König Georg II. ausgesprochen hatten. Obwohl Tsaldaris diese Stellungnahmen verurteilte, kam es zu Protesten der Liberalen Partei sowie einer neuen militärischen Bewegung.
Nach einer erfolgreichen Zurückdrängung dieser militärischen Bewegung löste Tsaldaris das Parlament auf und rief vorgezogene Wahlen für eine Verfassungsgebende Versammlung aus.
Die Parlamentswahlen vom 9. Juni 1935 wurden allerdings von den Oppositionsparteien und insbesondere der Liberalen Partei wegen des von der Volkspartei verabschiedeten Wahlrechts sowie wegen der Todesurteile gegen die zwei prominenten liberalen Generale Anastasios Papoulas und Miltiadis Koimisis boykottiert.
Bei der Wahl erzielte die Volkspartei daher 254 der 300 Parlamentssitze, so dass Tsaldaris eine neue Regierung bilden konnte. In der Folgezeit mehrten sich in seiner Partei jedoch die Rufe nach einer Rückkehr von König Georg II. Bereits während des Wahlkampfes setzte sich die Allianz der Union der Königstreuen um Metaxas, Ioannis Rallis und Georgios Stratos für eine Rückkehr des Königs ein. Tsaldaris wollte die Rückkehr jedoch von einer Volksabstimmung abhängig machen.
Während seiner Amtszeit war er zeitweise auch Außenminister und schloss in dieser Funktion Abkommen mit anderen Balkanstaaten sowie der Türkei zur Entspannung der Situation auf dem Balkan und zur Anerkennung der Grenzen.
Am 10. Oktober 1935 trat er nach Druck der Armeeführung um den Chef des Generalstabes General Alexandros Papagos zu Gunsten von Kondylis zurück. Anschließend spaltete sich die Nationale Volkspartei (ELK) um Ioannis Theotokis von der Volkspartei ab.
Tsaldaris blieb bis zu seinem Tode am 17. Mai 1936 engagierter Abgeordneter.

## Biographische Quellen und Hintergrundinformationen
- Biographie
- Ministerliste der Regierungen 1899–1924 (Memento vom 27. Mai 2007 im Internet Archive)
- Wahlergebnisse 1926–1936 (Memento vom 4. Februar 2012 im Internet Archive)
- Ministerliste der Regierungen 1924–1946 (Memento vom 20. Dezember 2007 im Internet Archive)

| Vorgänger             | Amt                                        | Nachfolger            |
| --------------------- | ------------------------------------------ | --------------------- |
| Eleftherios Venizelos | Premierminister von Griechenland 1932–1933 | Eleftherios Venizelos |
| Alexandros Othoneos   | Premierminister von Griechenland 1933–1935 | Georgios Kondylis     |

| Personendaten    | Personendaten                                |
| ---------------- | -------------------------------------------- |
| NAME             | Tsaldaris, Panagis                           |
| ALTERNATIVNAMEN  | Τσαλδάρης, Παναγής; Tsaldaris, Panajis       |
| KURZBESCHREIBUNG | griechischer Politiker und Ministerpräsident |
| GEBURTSDATUM     | 1868                                         |
| GEBURTSORT       | Kamari, Korinth                              |
| STERBEDATUM      | 17. Mai 1936                                 |
| STERBEORT        | Athen                                        |